# Anas sparsa
Il germano nero africano o anatra nera africana (Anas sparsa Eyton, 1838) è un uccello della famiglia degli Anatidi.

## Descrizione
Ha una colorazione marrone scuro uniforme su tutto il corpo ad eccezione di alcune fasce variegate di bianco sul dorso fin sulla coda, becco grigio scuro, occhi marroni, zampe arancioni, le penne remiganti secondarie presentano una colorazione a specchio verde scuro. Non vi è dimorfismo sessuale tra i sessi. Le dimensioni medie sono 35 cm in lunghezza, il peso è di circa 320-500 grammi.

## Sottospecie
Ci sono due sottospecie:
- Anas sparsa leucostigma, Germano nero dell'Etiopia.
- Anas sparsa sparsa, Germano nero sudafricano.

## Habitat
Vive nell'Africa centrale fino all'Etiopia e meridionale, predilige fiumi e acquitrini ricchi di vegetazione all'interno delle foreste negli altopiani.

## Riproduzione
La femmina depone in media 7-8 uova che cova per un periodo di 25-26 giorni, gli anatroccoli nati impiegano circa 6 settimane per crescere.

## Alimentazione
Si ciba in prevalenza di vegetali e piante acquatiche, integrati anche da piccoli molluschi e insetti.